# Strada statale 524 Lanciano-Fossacesia
La ex strada statale 524 Lanciano Fossacesia (SS 524), ora strada provinciale 217 ex SS 524 - Lanciano - Fossacesia (SP 217), è una strada provinciale che collega Lanciano con la costa adriatica.

## Percorso
La strada ha origine nel centro abitato di Lanciano, con il tracciato originale che innestava la ex strada statale 84 Frentana in un tratto ormai dismesso. La strada prosegue quindi verso est fino al bivio per Mozzagrogna, superato il quale devia verso nord-est, lambendo Santa Maria Imbaro e attraversando Fossacesia.
Uscito dal paese, la strada scende verso la costa, innestandosi sulla strada statale 16 Adriatica nei pressi di Fossacesia Marina.
In seguito al decreto legislativo n. 112 del 1998, dal 2001 la gestione è passata dall'ANAS alla Regione Abruzzo che ha provveduto al trasferimento dell'infrastruttura al demanio della Provincia di Chieti.